# Maria Luísa de Áustria-Este
Maria Luísa Beatriz da Áustria-Este (em italiano:  Maria Ludovica Beatrice; em alemão:  Maria Ludovika Beatrix; Monza, 14 de dezembro de 1787 — Verona, 7 de abril de 1816), mais conhecida por Maria Ludovica de Módena foi a terceira esposa do Imperador Francisco I e Imperatriz Consorte da Áustria, além de Rainha Consorte da Hungria, Croácia, Boêmia e Lombardia-Vêneto de 1808 até a sua morte. foi Princesa de Módena e Régio e Arquiduquesa da Áustria por nascimento.

## Biografia

### Família
Maria Luísa era a filha mais nova do arquiduque Fernando Carlos de Áustria-Este, regente do Ducado de Milão e herdeiro do Ducado de Módena e Reggio; e de Maria Beatriz d'Este, soberana do Ducado de Massa e Carrara. Seus avós paternos foram Francisco I do Sacro Império Romano-Germânico e Maria Teresa I, imperatriz da Áustria; e seus avós maternos foram o duque Hércules III de Módena e Maria Teresa Cybo-Malaspina, duquesa soberana de Ducado de Massa e Carrara.

### Fuga de Milão
Juntamente com sua família, a princesa fugiu de Milão durante a invasão das tropas de Napoleão. Fixaram-se inicialmente em Wiener Neustadt e, posteriormente, em Viena. Na Áustria, o imperador se apaixonou por ela durante suas visitas à mãe.
Seu pai jamais pode retornar a Milão, tendo falecido em 1806, em Viena. O imperador Francisco I da Áustria, sobrinho de Fernando, se encarregou de Maria Luísa e da duquesa-viúva a partir de então.

### Casamento

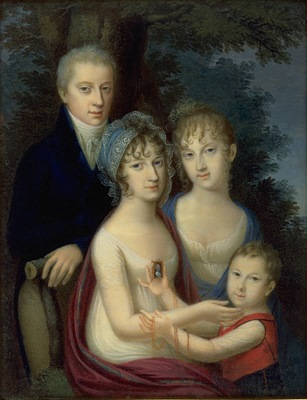
Maria Luísa e enteados: Fernando, Leopoldina e Francisco Carlos.

Francisco I enviuvou de sua segunda esposa, a princesa Maria Teresa de Bourbon-Duas Sicílias, em abril de 1807 e, imediatamente, tomou providências no sentido de encontrar uma nova consorte. A escolhida veio de sua própria família, ou seja, a prima Maria Luísa. A cerimônia foi realizada em Viena, em 6 de janeiro de 1808.
Uma das grande amigas de Maria Luísa nesse período, foi a segunda filha de Francisco I, a arquiduquesa Maria Luísa (futura imperatriz de França, por seu casamento com Napoleão I), apenas quatro anos mais nova que a madrasta.

### Fuga de Viena

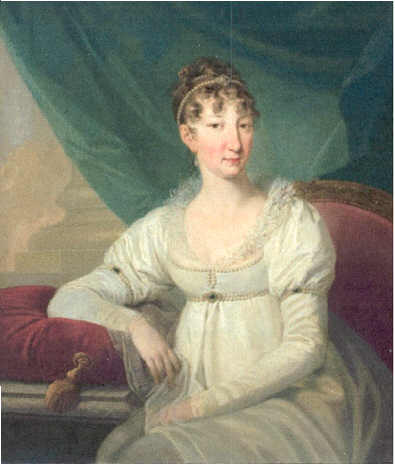
Maria Luísa de Áustria-Este

As tropas de Napoleão também ameaçavam Viena, obrigando a família imperial a fugir em 4 de maio de 1809, oito dias antes da entrada dos franceses na cidade. Francisco I levou sua família para Buda, na Hungria, onde, contudo, não estavam completamente seguros. Assim, Maria Luísa e os demais foram levados para a cidade de Eger, até o término das negociações com a França. A paz imposta aos austríacos custou a perda de imensos territórios, além do casamento da arquiduquesa Maria Luísa com Napoleão.
Maria Luísa, que nutria grande afeto pela enteada, foi contrária à decisão do casamento, mas não obteve sucesso, visto que a Áustria não estava em condições de recusar a oferta do imperador francês. Ela tinha esperanças de que sua enteada se casasse com seu irmão,  o futuro Francisco IV de Módena.
Madrasta e enteada só voltariam a se encontrar em 21 de maio de 1814, na cidade de Sieghartskirchen, próximo a Viena, no retorno da imperatriz de França (com seu filho Napoleão II) à casa paterna. A queda final de Napoleão na Batalha de Waterloo, em 18 de junho de 1815, acabou com as preocupações dos Habsburgo e de Maria Luísa, que teve sua vida marcada, pode-se dizer, pela política expansionista do imperador francês.

### Morte
O casamento de Francisco I e sua terceira esposa não estava destinado a gerar filhos. Maria Luísa, sofrendo de uma doença pulmonar (provavelmente tuberculose), morreu em 7 de abril de 1816 (um Domingo de Ramos), no Palazzo Canossa, em Verona, aos 28 anos de idade. Seu corpo foi sepultado na Cripta Imperial de Viena.
Após ficar viúvo pela terceira vez, Francisco I procurou uma nova esposa e, sete meses depois, casou-se pela quarta e última vez, com Carolina Augusta da Baviera.

## Nota
- Este artigo foi elaborado a partir tradução do artigo Maria Ludovica d'Asburgo-Este, da Wikipédia em italiano, que se encontrava nesta versão.